# Saison 2017 de l'équipe cycliste Novo Nordisk
La saison 2017 de l'équipe cycliste Novo Nordisk est la dixième de cette équipe.

## Préparation de la saison 2017

### Arrivées et départs
| Arrivées           | Équipe 2016              |
| ------------------ | ------------------------ |
| Fabio Calabria     | Novo Nordisk Development |
| Romain Gioux       | VS Chartrain             |
| Reid McClure       | Novo Nordisk Development |
| Umberto Poli       | Novo Nordisk Development |
| Quentin Valognes   | Novo Nordisk Development |
| Rik van IJzendoorn | Novo Nordisk Development |

| Départs            | Équipe 2017 |
| ------------------ | ----------- |
| Scott Ambrose      |             |
| Ruud Cremers       |             |
| Kevin De Mesmaeker | retraite    |
| Benjamin Dilley    |             |
| James Glasspool    | retraite    |
| Nicolas Lefrançois |             |

## Coureurs et encadrement technique

### Effectif
| Cycliste             | Date de naissance | Nationalité | Équipe 2016              |  |
| -------------------- | ----------------- | ----------- | ------------------------ |  |
| Mehdi Benhamouda     | 2 janvier 1995    | France      | Novo Nordisk             |  |
| Fabio Calabria       | 27 août 1987      | Australie   | Novo Nordisk Development |  |
| Corentin Cherhal     | 19 janvier 1994   | France      | Novo Nordisk             |  |
| Stephen Clancy       | 19 juillet 1992   | Irlande     | Novo Nordisk             |  |
| Gerd de Keijzer      | 18 janvier 1994   | Pays-Bas    | Novo Nordisk             |  |
| Romain Gioux         | 6 septembre 1986  | France      | VS Chartrain             |  |
| Joonas Henttala      | 17 septembre 1991 | Finlande    | Novo Nordisk             |  |
| Brian Kamstra        | 5 juillet 1993    | Pays-Bas    | Novo Nordisk             |  |
| David Lozano         | 21 décembre 1988  | Espagne     | Novo Nordisk             |  |
| Reid McClure         | 10 novembre 1995  | Canada      | Novo Nordisk Development |  |
| Javier Mejías        | 30 septembre 1983 | Espagne     | Novo Nordisk             |  |
| Andrea Peron         | 28 octobre 1988   | Italie      | Novo Nordisk             |  |
| Charles Planet       | 30 octobre 1993   | France      | Novo Nordisk             |  |
| Umberto Poli         | 27 août 1996      | Italie      | Novo Nordisk Development |  |
| Quentin Valognes     | 19 juin 1996      | France      | Novo Nordisk Development |  |
| Rik van IJzendoorn   | 22 août 1987      | Pays-Bas    | Novo Nordisk Development |  |
| Martijn Verschoor    | 4 mai 1985        | Pays-Bas    | Novo Nordisk             |  |
| Christopher Williams | 10 novembre 1981  | Australie   | Novo Nordisk             |  |

## Bilan de la saison

### Victoires
| Date | Course | Pays | Classe | Vainqueur |
| ---- | ------ | ---- | ------ | --------- |

### Résultats sur les courses majeures
Les tableaux suivants représentent les résultats de l'équipe dans les principales courses du calendrier international dans lesquelles l'équipe bénéficie d'une invitation (les cinq classiques majeures et les trois grands tours). Pour chaque épreuve est indiqué le meilleur coureur de l'équipe, son classement ainsi que les accessits glanés par Novo Nordisk sur les courses de trois semaines.

#### Classiques
| Classique            | Milan-San Remo | Tour des Flandres | Paris-Roubaix | Liège-Bastogne-Liège | Tour de Lombardie |
| -------------------- | -------------- | ----------------- | ------------- | -------------------- | ----------------- |
| Coureur (classement) |                |                   |               |                      |                   |

#### Grands tours
| Grand tour           | Tour d'Italie | Tour de France | Tour d'Espagne |
| -------------------- | ------------- | -------------- | -------------- |
| Coureur (classement) |               |                |                |
| Accessits            |               |                |                |